# Erik Andersen (politiker, 1930-2009)
 For alternative betydninger, se Erik Andersen. (Se også artikler, som begynder med Erik Andersen)
Erik Andersen (født 5. november 1930 i Århus, død 29. maj 2009) var en dansk forstander, direktør og politiker. Han var medlem af Folketinget for Socialdemokratiet fra 1971 til 1973 og direktør for Arbejdstilsynet fra 1974 til 1995.
Erik Andersen var født i Aarhus som søn af jord- og betonarbejder Sigvald Andersen. Han afsluttede sin skolegang med mellemskoleeksamen i 1946 og blev maskinmesterlærling på Frichs Maskinfabrik i Aarhus. Han blev i smedefaget til 1960 hvor han blev lærer på Roskilde Højskole. I 1963 blev han forbundssekretær i Dansk Smede- og Maskinarbejderforbund (som nu hedder Dansk Metal). Fra 1968 til 1974 var han forstander på forbundets kursusskole, Metalskolen i Jørlunde. Herefter var Andersen direktør for Arbejdstilsynet indtil han i 1995 blev direktør for systemeksportsekretariatet i Arbejdsministeriet.
Allerede mens han stod i lære var Andersen formand for Danmarks Socialdemokratiske Ungdom. Senere fulgte en række andre lokale og landsdækkende tillidshverv. Han var blandt andet medlem af Radiorådet og Danmarks Radios bestyrelse, formand for Foreningen Norden og for Rådet for de Videregående Tekniske Uddannelser. Han var også medlem af Himmelev Sogneråd 1962-63 og medlem af AOF's forretningsudvalg og hovedbestyrelse.
Han blev opstillet til Folketinget for Socialdemokratiet i Hillerødkredsen i 1971. Han blev valgt samme år og var medlem af Folketinget fra 21. september 1971 til 4. december 1973. I 1973 blev han næstformand i den socialdemokratiske gruppe i Folketinget. Han blev ikke genvalgt ved folketingsvalget 1973, men var midlertidigt folketingsmedlem i lidt over en måned i 1974 som stedfortræder for Inge Fischer Møller.
Fra 1971 til 1984 var også en anden socialdemokrat med navnet Erik Andersen medlem af Folketinget. Derfor blev han i Folketinget kaldt Erik Andersen (Frederiksborg amt) efter sin valgkreds for at skelne ham fra Erik Andersen (Sønderjyllands amt).
11. maj 1950 blev Erik Andersen borgerligt gift i Aarhus med Henny Sofie Pedersen (født 1930).